# Give Me Something
Give Me Something – czwarty singiel francuskiego DJ-a Davida Guetty, wydany z albumu Just a Little More Love. Twórcą tekstu jest Chris Willis, a producentem singla został Joachim Garraud. W piosence głosu udziela amerykańska piosenkarka Barbara Tucker.

## Lista utworów
1. "Give Me Something" (Fonkyfunk Mix) 7:32
2. "Give Me Something" (Extended Original Mix) 7:29
3. "It's Allright" (Bob Sinclar Remix) 6:31
4. "It's Allright" (Extended Original Mix) 5:45
5. "Give Me Something" (Radio Edit) 3:15